# Unitat farratgera

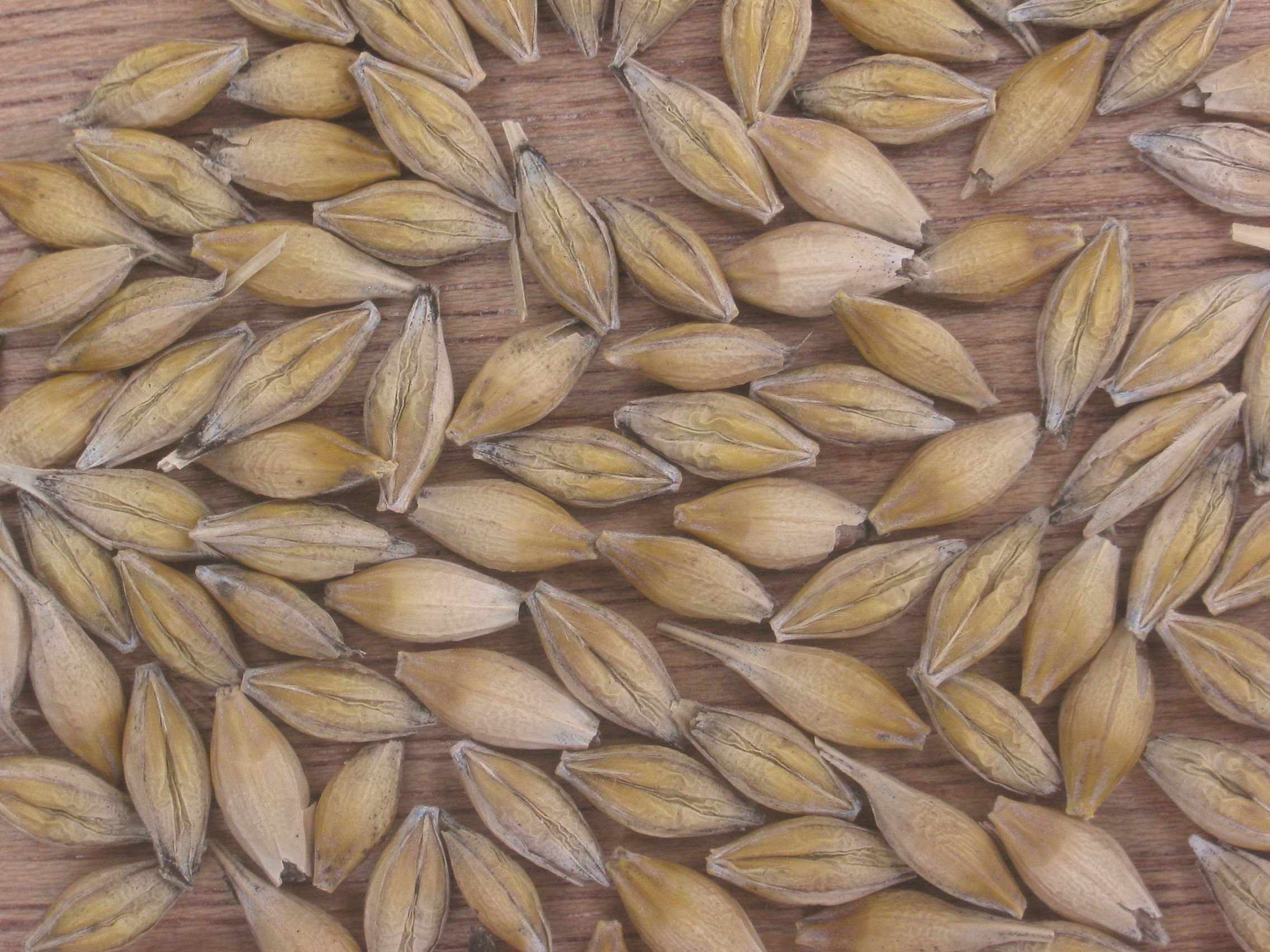
Els grans d'ordi són la referència utilitzada per la unitat farratgera

Una unitat farratgera (UF), és la unitat convencional que permet estimar el valor energètic d'un farratge en referència al valor energètic d'un kg d'ordi recollit en estat madur, al 14% d'humitat, que equival 1,65 kcal. El mètode de les unitats farratgeres també es denomina mètode de les unitats alimentàries.
- UFL : és el valor energètic net d'un farratge en "unitat farratgera llet", es fa servir en animals en lactació i en creixement lent.
- UFC : és el valor energètic net d'un farratge en "unitat farratgera carn", es fa servir amb animals en creixement ràpid (amb nivells de producció superiors a 1,35)